# 星光樂園 (動畫)
《星光樂園》是由龍之子Production與DONGWOO ANIMATION共同製作的日本動畫，改編自日本卡片互動街機遊戲《星光樂園》，全三季結束。2017年4月推出第二部改編動畫《偶像時間星光樂園》。2021年夏天推出Web动画《偶像大陆美妙天堂》。
台灣於2015年8月8日在東森幼幼台播出第一季，第二季之後目前還沒有播出消息，MY KIDS TV在2015年10月17日播出第一季，2016年12月4日播出第二季，再於2018年10月28日播出第三季，香港則於2015年9月27日開始在翡翠台播出第一季，并於2017年3月28日開始播出第二季，再之後於2018年8月28日開始播出最後一季第三季。中國大陸嗶哩嗶哩則獲受權於2016年4月5日開始與日本同日播放第三季。

## 故事大綱

### 第一期
某天，一封招待信送到一群少女們的手中。這個招待信可不一般，那是融合了時尚、舞蹈、音樂等的孩子夢想的「星光樂園」（プリパラ）世界入場券。在那兒，每天都可以參加唱歌、跳舞、時尚的競賽，而比賽實況也將通過電視和網路向全世界播出。如今的頂級偶像也都是從「星光樂園」當中誕生的。
主角啦啦和他的朋友們也對於「星光樂園」的世界充滿興趣。不過啦啦的學校卻禁止小學生參加這些活動……然而，因為一次奇妙的契機，啦啦第一次走進這個傳說中的世界，結果還登上了比賽的舞台。那麼啦啦的「星光樂園」出道演出究竟會如何呢！？

### 第二期
時隔不久，「星光樂園」的新地區開放了！
在被取名為「夢幻劇場」（ドリームシアター）的表演會場，魅力所引領命運的五人組合，獻上最好的演唱會，並為最盛大規模的活動「星光樂園夢幻巡遊」（プリパラドリームパレード）拉開了序幕。「星光樂園」的偶像們將會遇上兴趣盎然的新故事。被命運選中的五人將會是誰呢？

### 第三期
小學生偶像的閃亮故事終於進入「女神偶像篇」！這一次啦啦竟然當上了媽媽？謎之小寶寶「茱露露」的登場在美妙天堂引發了大騷動！另一方面，一個全新而神秘的三人偶像組合「TRIANGLE」來到了星光樂園，為星光樂園注入了一股前所未有的新風潮！

## 集數列表
在2014年7月5日之前，4月至6月之間播放節目《星光少女 全星選拔》作為動畫銜接，其後才由東京電視台以及系列局、BS日本預定開始播放。

## 播出

### 播放電視台
| 日本國內       | 日本國內     | 日本國內 | 日本國內 | 日本國內 | 日本國內 | 日本國內              |
| 播放地區       | 播放電視台   | 聯播網   | 播放日期 | 播放時間（UTC+9）                                                                                                | 播放形式 | 備註                  |
| -------------- | ------------ | -------- | --- | --- | -------- | --------------------- |
| 關東廣域圈     | TV TOKYO     | TXN      | 2014年7月5日－2015年9月26日 (第1季) 2015年10月5日－2016年3月28日 (第2季) 2016年4月5日－2017年3月28日 (第3季)      | 星期六 10:00-10:30 (第1季) 星期一 18:30-18:57 (第2季中段) 星期二 17:55-18:25 (第3季)                             | 首播     | 製作局                |
| 北海道         | TV北海道     | TXN      | 2014年7月5日－2015年9月26日 (第1季) 2015年10月5日－2016年3月28日 (第2季) 2016年4月5日－2017年3月28日 (第3季)      | 星期六 10:00-10:30 (第1季) 星期一 18:30-18:57 (第2季中段) 星期二 17:55-18:25 (第3季)                             | 首播     | -                     |
| 愛知縣         | 愛知電視台   | TXN      | 2014年7月5日－2015年9月26日 (第1季) 2015年10月5日－2016年3月28日 (第2季) 2016年4月5日－2017年3月28日 (第3季)      | 星期六 10:00-10:30 (第1季) 星期一 18:30-18:57 (第2季中段) 星期二 17:55-18:25 (第3季)                             | 首播     | -                     |
| 大阪府         | 大阪電視台   | TXN      | 2014年7月5日－2015年9月26日 (第1季) 2015年10月5日－2016年3月28日 (第2季) 2016年4月5日－2017年3月28日 (第3季)      | 星期六 10:00-10:30 (第1季) 星期一 18:30-18:57 (第2季中段) 星期二 17:55-18:25 (第3季)                             | 首播     | -                     |
| 岡山縣、香川縣 | 瀨戶內電視台 | TXN      | 2014年7月5日－2015年9月26日 (第1季) 2015年10月5日－2016年3月28日 (第2季) 2016年4月5日－2017年3月28日 (第3季)      | 星期六 10:00-10:30 (第1季) 星期一 18:30-18:57 (第2季中段) 星期二 17:55-18:25 (第3季)                             | 首播     | -                     |
| 福岡縣         | TVQ九州放送  | TXN      | 2014年7月5日－2015年9月26日 (第1季) 2015年10月5日－2016年3月28日 (第2季) 2016年4月5日－2017年3月28日 (第3季)      | 星期六 10:00-10:30 (第1季) 星期一 18:30-18:57 (第2季中段) 星期二 17:55-18:25 (第3季)                             | 首播     | -                     |
| 日本全國       | BS JAPAN     | 衛星電視 | 2014年7月5日－2015年9月26日 (第1季) 2015年10月5日－2016年3月28日 (第2季) 2016年4月5日－2017年3月28日 (第3季)      | 星期六 10:00-10:30 (第1季) 星期一 18:30-18:57 (第2季中段) 星期二 17:55-18:25 (第3季)                             | 首播     | -                     |
| 日本全國       | AT-X         | 衛星電視 | 2014年7月13日-2015年4月5日                                                                                        | 星期日 17:30-18:00                                                                                               | 次輪播放 | 有重播                |
| 日本全國       | NICONICO直播 | 不適用   | 2014年7月18日-2015年4月10日                                                                                       | 星期五 19:00-19:30                                                                                               | 網絡電視 | -                     |
| 日本全國       | NICONICO頻道 | 不適用   | 2014年7月18日-2015年4月10日                                                                                       | 星期五 19:30 更新                                                                                                | 網絡電視 | 點播                  |
| 日本國外       |              |          | | |          |                       |
| 台灣           | 東森幼幼台   | 不適用   | 2015年8月8日-2016年4月30日                                                                                        | 星期六 17:00-17:30 星期六 16:00-16:30（10月31日起）                                                              | 海外播放 | 國語配音、有字幕/重播 |
| 香港、澳門     | 翡翠台       | 不適用   | 2015年9月27日-2016年2月14日 (第1季) 2017年3月28日-9月19日 (第2季) 2018年8月28日-2019年2月19日 (第3季)             | 星期日 17:30-18:00 星期日 17:30-18:00+星期六 17:30-17:55（10月10日起） (第1季) 星期二、三 17:20-17:50 (第2、3季) | 海外播放 | 粵日雙語，可選字幕    |
| 台灣           | MY KIDS TV   | 不適用   | 2015年11月10日 - 2016年7月2日(第一季) 2016年12月4日 - 2017年11月2日(第二季) 2018年10月28日 - 2019年9月1日(第三季) | 星期日 11:00-11:30                                                                                               | 海外播放 | 國語配音、有字幕/重播 |

## 註解
1. ↑  PriPara可视为Prism Paradise（プリズム パラダイス）的縮寫、Pretty Paradise（プリティー パラダイス）的缩写、Promise Rhythm Paradise（プロミス リズム パラダイス）的缩写或Promise Rhythm Paradise Live（プロミス リズム パラダイス ライブ）的缩写。